# Melanobatrachus indicus
Melanobatrachus indicus, Beddome, 1878, è l'unica specie di rana appartenente al genere Melanobatrachus della sottofamiglia Melanobatrachinae della famiglia Microhylidae.

## Etimologia
Il nome indicus, che caratterizza la specie, gli è stato conferito per il luogo della sua scoperta, l'India.
Il nome del genere Melanobatrachus è composto dalla parola in greco antico μέλανος (melanos), "nero", e da βάτραχος (batrakos), "rospo".

## Descrizione
Le rane di questa specie misurano circa 30-35 mm di lunghezza. La colorazione del dorso è di colore nero caratterizzata da piccole chiazza bianche che tendono a ingrandirsi sulla gola.

## Distribuzione e habitat
Questa specie è endemica delle montagne dei Ghati occidentali nel sud dell'India. Si trova principalmente in tre siti, nel Kalakkad e nel il Parco Nazionale Indira Gandhi nello stato del Tamil Nadu e nel Parco nazionale di Periyar nel Kerala. Vive tra i 900 e 1500 metri di altitudine.